# تور دي أفينير 2018
تور دي أفينير 2018 (بالفرنسية: Tour de l'Avenir 2018)‏ هو سباق دراجات هوائية، وهو الموسم رقم 55 من السباق، وأقيم خلال الفترة 17 أغسطس 2018، وحتى 26 أغسطس 2018، وامتدّ لمسافة 1149.9 كيلومتر، وهو أحد سباقات كؤوس وطنية لسباقات الدراجات 2018 ‏، وهو من نوع سباق المرحلة، وهو من نوع سباق الدراجات.
.

## الفرق
| فرق وطنية (23)- منتخب كولومبيا لسباق الدراجات على الطريق للرجال تحت 23 سنة 2018‏ - منتخب أستراليا لسباق الدراجات على الطريق للرجال تحت 23 سنة 2018 ‏ - منتخب النمسا لسباق الدراجات على الطريق للرجال تحت 23 سنة 2018 ‏ - منتخب بلجيكا لسباق الدراجات على الطريق للرجال تحت 23 سنة 2018 ‏ - منتخب الدنمارك لسباق الدراجات على الطريق للرجال تحت 23 سنة 2018 ‏ - فريق الإكوادور لسباق الدراجات على الطريق للرجال تحت 23 سنة 2018‏ - منتخب إسبانيا لسباق الدراجات على الطريق للرجال تحت 23 سنة 2018 ‏ - منتخب الولايات المتحدة لسباق الدراجات على الطريق للرجال تحت 23 سنة 2018 ‏ - منتخب فرنسا لركوب الدراجات للرجال تحت 23 سنة 2018 ‏ - منتخب ألمانيا لسباق الدراجات على الطريق للرجال تحت 23 سنة 2018 ‏ - منتخب المملكة المتحدة لسباق الدراجات على الطريق للرجال تحت 23 سنة 2018 ‏ - منتخب جمهورية أيرلندا الوطني لسباق الدراجات على الطريق للرجال تحت 23 سنة 2018‏ - منتخب إيطاليا لسباق الدراجات على الطريق للرجال تحت 23 سنة 2018 ‏ - منتخب اليابان الوطني لسباق الدراجات على الطريق للرجال تحت 23 سنة 2018‏ - منتخب لوكسمبورغ الوطني لسباق الدراجات على الطريق للرجال تحت 23 سنة 2018‏ - منتخب هولندا لسباق الدراجات على الطريق للرجال تحت 23 سنة 2018 ‏ - النرويج تحت 23 سنة - منتخب بولندا الوطني لسباق الدراجات على الطريق للرجال تحت 23 سنة 2018‏ - منتخب البرتغال لسباق الدراجات على الطريق للرجال تحت 23 سنة 2018 ‏ - منتخب روسيا لسباق الدراجات على الطريق للرجال تحت 23 سنة 2018 ‏ - منتخب رواندا الوطني لسباق الدراجات على الطريق للرجال تحت 23 سنة 2018‏ - منتخب سلوفينيا الوطني لسباق الدراجات على الطريق للرجال تحت 23 سنة 2018 ‏ - منتخب سويسرا لسباق الدراجات على الطريق للرجال تحت 23 سنة 2018 ‏ فرق دراجات هواة (3)- دبليو سي سي تيم ‏ - 2018 Auvergne-Rhône-Alpe‏ - Pays de la Loire espoirs‏ |  |
| |  |

## المراحل
| المرحلة    | التاريخ  | الدورة                                      | type                   | المسافة (كم) | الفائز بالمرحلة                                                  | القائد العام   |
| ---------- | -------- | ------------------------------------------- | ---------------------- | ------------ | ---------------------------------------------------------------- | -------------- |
| المرحلة 1  | 17 أغسطس | Grand-Champ ‏ – Elven, Morbihan ‏             | مرحلة التلال           | 138٫2        | ماكس كانتر                                                       | ماكس كانتر     |
| المرحلة 2  | 18 أغسطس | Drefféac ‏ – شاتوبريانت                      | مرحلة التلال           | 144٫2        | ألان ريو ‏                                                        | ألان ريو ‏      |
| المرحلة 3  | 19 أغسطس | Le Lude ‏ – شاتودون                          | مرحلة التلال           | 171٫2        | دامين توزي                                                       | ألان ريو ‏      |
| المرحلة 4  | 20 أغسطس | أورليان – أورليان                           | مرحلة سباق الزمن للفرق | 20٫2         | منتخب الدنمارك لسباق الدراجات على الطريق للرجال تحت 23 سنة 2018 ‏ | Håkon Aalrust ‏ |
| المرحلة 5  | 21 أغسطس | Beaugency ‏ – Levroux ‏                       | مرحلة التلال           | 145٫8        | ماثيو جيبسون                                                     | ألان ريو ‏      |
| المرحلة 6  | 22 أغسطس | لو بلان – Cérilly, Côte-d'Or ‏               | مرحلة التلال           | 181٫1        | Alessandro Covi ‏                                                 | ألان ريو ‏      |
| المرحلة 7  | 23 أغسطس | Moûtiers ‏ – Méribel ‏                        | مرحلة جبلية            | 35٫4         | إيفان سوسا                                                       | تادي بوجار     |
| المرحلة 8  | 24 أغسطس | La Bâthie ‏ – Crest-Voland Cohennoz ‏         | مرحلة جبلية            | 81٫1         | Gino Mäder ‏                                                      | تادي بوجار     |
| المرحلة 9  | 25 أغسطس | Séez, Savoie ‏ – فال دي إيسير                | مرحلة جبلية            | 83           | Fernando Barceló ‏                                                | تادي بوجار     |
| المرحلة 10 | 26 أغسطس | فال دي إيسير – Saint-Colomban-des-Villards ‏ | مرحلة جبلية            | 149٫7        | Gino Mäder ‏                                                      | تادي بوجار     |

## النتيجة

### مرحلة 1
هي مرحلة جبلية، أجريت في 17 أغسطس 2018 فاز بالمرحلة ماكس كانتر، ومتصدر الترتيب العام في نهاية المرحلة ماكس كانتر.
| \| التصنيف العام \| التصنيف العام \| التصنيف العام \| التصنيف العام \| التصنيف العام \| \| العداء \| العداء \| الفريق \| الوقت \| \| \| ------------- \| ---------------------------- \| ---------------------------------------------------------------------------------- \| ------------- \| ------------- \| \| 1 \| ماكس كانتر \| منتخب ألمانيا لسباق الدراجات على الطريق للرجال تحت 23 سنة 2018 [لغات أخرى]‏ \| 3 س 15 د 01 ث \| \| \| 2 \| آلان باناسيك \| منتخب بولندا الوطني لسباق الدراجات على الطريق للرجال تحت 23 سنة 2018‏ \| + 0 ث \| \| \| 3 \| دامين توزي \| منتخب فرنسا لركوب الدراجات للرجال تحت 23 سنة 2018 [لغات أخرى]‏ \| + 0 ث \| \| \| 4 \| روي أوليفيرا \| منتخب البرتغال لسباق الدراجات على الطريق للرجال تحت 23 سنة 2018 [لغات أخرى]‏ \| + 0 ث \| \| \| 5 \| Žiga Jerman [الإنجليزية]‏ \| منتخب سلوفينيا الوطني لسباق الدراجات على الطريق للرجال تحت 23 سنة 2018 [لغات أخرى]‏ \| + 0 ث \| \| \| 6 \| Gerben Thijssen [الإنجليزية]‏ \| منتخب بلجيكا لسباق الدراجات على الطريق للرجال تحت 23 سنة 2018 [لغات أخرى]‏ \| + 0 ث \| \| \| 7 \| جيك ستيوارت \| منتخب المملكة المتحدة لسباق الدراجات على الطريق للرجال تحت 23 سنة 2018 [لغات أخرى]‏ \| + 0 ث \| \| \| 8 \| روبرت ستانارد \| منتخب أستراليا لسباق الدراجات على الطريق للرجال تحت 23 سنة 2018 [لغات أخرى]‏ \| + 0 ث \| \| \| 9 \| مارك داوني \| منتخب جمهورية أيرلندا الوطني لسباق الدراجات على الطريق للرجال تحت 23 سنة 2018‏ \| + 0 ث \| \| \| 10 \| Kevin Geniets [الإنجليزية]‏ \| منتخب لوكسمبورغ الوطني لسباق الدراجات على الطريق للرجال تحت 23 سنة 2018‏ \| + 0 ث \| \| |                  |                                                                               |               |  |
| |                  |                                                                               |               |  |
| مصدر: ProCyclingStats |                  |                                                                               |               |  |
| التصنيف العام |                  |                                                                               |               |  |
| العداء | العداء           | الفريق                                                                        | الوقت         |  |
| 1 | ماكس كانتر       | منتخب ألمانيا لسباق الدراجات على الطريق للرجال تحت 23 سنة 2018 ‏               | 3 س 15 د 01 ث |  |
| 2 | آلان باناسيك     | منتخب بولندا الوطني لسباق الدراجات على الطريق للرجال تحت 23 سنة 2018‏          | + 0 ث         |  |
| 3 | دامين توزي       | منتخب فرنسا لركوب الدراجات للرجال تحت 23 سنة 2018 ‏                            | + 0 ث         |  |
| 4 | روي أوليفيرا     | منتخب البرتغال لسباق الدراجات على الطريق للرجال تحت 23 سنة 2018 ‏              | + 0 ث         |  |
| 5 | Žiga Jerman ‏     | منتخب سلوفينيا الوطني لسباق الدراجات على الطريق للرجال تحت 23 سنة 2018 ‏       | + 0 ث         |  |
| 6 | Gerben Thijssen ‏ | منتخب بلجيكا لسباق الدراجات على الطريق للرجال تحت 23 سنة 2018 ‏                | + 0 ث         |  |
| 7 | جيك ستيوارت      | منتخب المملكة المتحدة لسباق الدراجات على الطريق للرجال تحت 23 سنة 2018 ‏       | + 0 ث         |  |
| 8 | روبرت ستانارد    | منتخب أستراليا لسباق الدراجات على الطريق للرجال تحت 23 سنة 2018 ‏              | + 0 ث         |  |
| 9 | مارك داوني       | منتخب جمهورية أيرلندا الوطني لسباق الدراجات على الطريق للرجال تحت 23 سنة 2018‏ | + 0 ث         |  |
| 10 | Kevin Geniets ‏   | منتخب لوكسمبورغ الوطني لسباق الدراجات على الطريق للرجال تحت 23 سنة 2018‏       | + 0 ث         |  |

### مرحلة 2
هي مرحلة جبلية، أجريت في 18 أغسطس 2018 فاز بالمرحلة ألان ريو ‏، ومتصدر الترتيب العام في نهاية المرحلة ألان ريو ‏.
| \| التصنيف العام \| التصنيف العام \| التصنيف العام \| التصنيف العام \| التصنيف العام \| \| العداء \| العداء \| الفريق \| الوقت \| \| \| ------------- \| ------------------------------ \| ---------------------------------------------------------------------------------- \| ------------- \| ------------- \| \| 1 \| ألان ريو [الإنجليزية]‏ \| منتخب فرنسا لركوب الدراجات للرجال تحت 23 سنة 2018 [لغات أخرى]‏ \| 6 س 26 د 44 ث \| \| \| 2 \| Håkon Aalrust [لغات أخرى]‏ \| النرويج تحت 23 سنة \| + 1 ث \| \| \| 3 \| Magnus Bak Klaris [الإنجليزية]‏ \| منتخب الدنمارك لسباق الدراجات على الطريق للرجال تحت 23 سنة 2018 [لغات أخرى]‏ \| + 1 ث \| \| \| 4 \| ماكس كانتر \| منتخب ألمانيا لسباق الدراجات على الطريق للرجال تحت 23 سنة 2018 [لغات أخرى]‏ \| + 2 د 16 ث \| \| \| 5 \| روي أوليفيرا \| منتخب البرتغال لسباق الدراجات على الطريق للرجال تحت 23 سنة 2018 [لغات أخرى]‏ \| + 2 د 16 ث \| \| \| 6 \| Gerben Thijssen [الإنجليزية]‏ \| منتخب بلجيكا لسباق الدراجات على الطريق للرجال تحت 23 سنة 2018 [لغات أخرى]‏ \| + 2 د 16 ث \| \| \| 7 \| روبرت ستانارد \| منتخب أستراليا لسباق الدراجات على الطريق للرجال تحت 23 سنة 2018 [لغات أخرى]‏ \| + 2 د 16 ث \| \| \| 8 \| جيك ستيوارت \| منتخب المملكة المتحدة لسباق الدراجات على الطريق للرجال تحت 23 سنة 2018 [لغات أخرى]‏ \| + 2 د 16 ث \| \| \| 9 \| Žiga Jerman [الإنجليزية]‏ \| منتخب سلوفينيا الوطني لسباق الدراجات على الطريق للرجال تحت 23 سنة 2018 [لغات أخرى]‏ \| + 2 د 16 ث \| \| \| 10 \| Kevin Geniets [الإنجليزية]‏ \| منتخب لوكسمبورغ الوطني لسباق الدراجات على الطريق للرجال تحت 23 سنة 2018‏ \| + 2 د 16 ث \| \| |                    |                                                                         |               |  |
| |                    |                                                                         |               |  |
| مصدر: ProCyclingStats |                    |                                                                         |               |  |
| التصنيف العام |                    |                                                                         |               |  |
| العداء | العداء             | الفريق                                                                  | الوقت         |  |
| 1 | ألان ريو ‏          | منتخب فرنسا لركوب الدراجات للرجال تحت 23 سنة 2018 ‏                      | 6 س 26 د 44 ث |  |
| 2 | Håkon Aalrust ‏     | النرويج تحت 23 سنة                                                      | + 1 ث         |  |
| 3 | Magnus Bak Klaris ‏ | منتخب الدنمارك لسباق الدراجات على الطريق للرجال تحت 23 سنة 2018 ‏        | + 1 ث         |  |
| 4 | ماكس كانتر         | منتخب ألمانيا لسباق الدراجات على الطريق للرجال تحت 23 سنة 2018 ‏         | + 2 د 16 ث    |  |
| 5 | روي أوليفيرا       | منتخب البرتغال لسباق الدراجات على الطريق للرجال تحت 23 سنة 2018 ‏        | + 2 د 16 ث    |  |
| 6 | Gerben Thijssen ‏   | منتخب بلجيكا لسباق الدراجات على الطريق للرجال تحت 23 سنة 2018 ‏          | + 2 د 16 ث    |  |
| 7 | روبرت ستانارد      | منتخب أستراليا لسباق الدراجات على الطريق للرجال تحت 23 سنة 2018 ‏        | + 2 د 16 ث    |  |
| 8 | جيك ستيوارت        | منتخب المملكة المتحدة لسباق الدراجات على الطريق للرجال تحت 23 سنة 2018 ‏ | + 2 د 16 ث    |  |
| 9 | Žiga Jerman ‏       | منتخب سلوفينيا الوطني لسباق الدراجات على الطريق للرجال تحت 23 سنة 2018 ‏ | + 2 د 16 ث    |  |
| 10 | Kevin Geniets ‏     | منتخب لوكسمبورغ الوطني لسباق الدراجات على الطريق للرجال تحت 23 سنة 2018‏ | + 2 د 16 ث    |  |

### مرحلة 3
هي مرحلة جبلية، أجريت في 19 أغسطس 2018 فاز بالمرحلة دامين توزي، ومتصدر الترتيب العام في نهاية المرحلة ألان ريو ‏.
| \| التصنيف العام \| التصنيف العام \| التصنيف العام \| التصنيف العام \| التصنيف العام \| \| العداء \| العداء \| الفريق \| الوقت \| \| \| ------------- \| ----------------------------------------- \| ----------------------------------------------------------------------------- \| -------------- \| ------------- \| \| 1 \| ألان ريو [الإنجليزية]‏ \| منتخب فرنسا لركوب الدراجات للرجال تحت 23 سنة 2018 [لغات أخرى]‏ \| 10 س 06 د 12 ث \| \| \| 2 \| Håkon Aalrust [لغات أخرى]‏ \| النرويج تحت 23 سنة \| + 1 ث \| \| \| 3 \| Magnus Bak Klaris [الإنجليزية]‏ \| منتخب الدنمارك لسباق الدراجات على الطريق للرجال تحت 23 سنة 2018 [لغات أخرى]‏ \| + 1 ث \| \| \| 4 \| دامين توزي \| منتخب فرنسا لركوب الدراجات للرجال تحت 23 سنة 2018 [لغات أخرى]‏ \| + 2 د 04 ث \| \| \| 5 \| Edoardo Affini [الإنجليزية]‏ \| منتخب إيطاليا لسباق الدراجات على الطريق للرجال تحت 23 سنة 2018 [لغات أخرى]‏ \| + 2 د 04 ث \| \| \| 6 \| Michael O'Loughlin (cyclist) [الإنجليزية]‏ \| منتخب جمهورية أيرلندا الوطني لسباق الدراجات على الطريق للرجال تحت 23 سنة 2018‏ \| + 2 د 09 ث \| \| \| 7 \| ثيمين أرينسمان \| منتخب هولندا لسباق الدراجات على الطريق للرجال تحت 23 سنة 2018 [لغات أخرى]‏ \| + 2 د 09 ث \| \| \| 8 \| ماكس كانتر \| منتخب ألمانيا لسباق الدراجات على الطريق للرجال تحت 23 سنة 2018 [لغات أخرى]‏ \| + 2 د 11 ث \| \| \| 9 \| روي أوليفيرا \| منتخب البرتغال لسباق الدراجات على الطريق للرجال تحت 23 سنة 2018 [لغات أخرى]‏ \| + 2 د 11 ث \| \| \| 10 \| روبرت ستانارد \| منتخب أستراليا لسباق الدراجات على الطريق للرجال تحت 23 سنة 2018 [لغات أخرى]‏ \| + 2 د 11 ث \| \| |                               |                                                                               |                |  |
| |                               |                                                                               |                |  |
| مصدر: ProCyclingStats |                               |                                                                               |                |  |
| التصنيف العام |                               |                                                                               |                |  |
| العداء | العداء                        | الفريق                                                                        | الوقت          |  |
| 1 | ألان ريو ‏                     | منتخب فرنسا لركوب الدراجات للرجال تحت 23 سنة 2018 ‏                            | 10 س 06 د 12 ث |  |
| 2 | Håkon Aalrust ‏                | النرويج تحت 23 سنة                                                            | + 1 ث          |  |
| 3 | Magnus Bak Klaris ‏            | منتخب الدنمارك لسباق الدراجات على الطريق للرجال تحت 23 سنة 2018 ‏              | + 1 ث          |  |
| 4 | دامين توزي                    | منتخب فرنسا لركوب الدراجات للرجال تحت 23 سنة 2018 ‏                            | + 2 د 04 ث     |  |
| 5 | Edoardo Affini ‏               | منتخب إيطاليا لسباق الدراجات على الطريق للرجال تحت 23 سنة 2018 ‏               | + 2 د 04 ث     |  |
| 6 | Michael O'Loughlin (cyclist) ‏ | منتخب جمهورية أيرلندا الوطني لسباق الدراجات على الطريق للرجال تحت 23 سنة 2018‏ | + 2 د 09 ث     |  |
| 7 | ثيمين أرينسمان                | منتخب هولندا لسباق الدراجات على الطريق للرجال تحت 23 سنة 2018 ‏                | + 2 د 09 ث     |  |
| 8 | ماكس كانتر                    | منتخب ألمانيا لسباق الدراجات على الطريق للرجال تحت 23 سنة 2018 ‏               | + 2 د 11 ث     |  |
| 9 | روي أوليفيرا                  | منتخب البرتغال لسباق الدراجات على الطريق للرجال تحت 23 سنة 2018 ‏              | + 2 د 11 ث     |  |
| 10 | روبرت ستانارد                 | منتخب أستراليا لسباق الدراجات على الطريق للرجال تحت 23 سنة 2018 ‏              | + 2 د 11 ث     |  |

### مرحلة 4
هي مرحلة من نوع سباق الطريق ضد الساعة للفرق، أجريت في 20 أغسطس 2018 فاز بالمرحلة منتخب الدنمارك لسباق الدراجات على الطريق للرجال تحت 23 سنة 2018، ومتصدر الترتيب العام في نهاية المرحلة Håkon Aalrust ‏.
| \| التصنيف العام \| التصنيف العام \| التصنيف العام \| التصنيف العام \| التصنيف العام \| \| العداء \| العداء \| الفريق \| الوقت \| \| \| ------------- \| --------------------------- \| --------------------------------------------------------------------------- \| -------------- \| ------------- \| \| 1 \| Håkon Aalrust [لغات أخرى]‏ \| النرويج تحت 23 سنة \| 10 س 28 د 40 ث \| \| \| 2 \| ألان ريو [الإنجليزية]‏ \| منتخب فرنسا لركوب الدراجات للرجال تحت 23 سنة 2018 [لغات أخرى]‏ \| + 11 ث \| \| \| 3 \| أندرياس ستوكبرو \| منتخب الدنمارك لسباق الدراجات على الطريق للرجال تحت 23 سنة 2018 [لغات أخرى]‏ \| + 1 د 54 ث \| \| \| 4 \| ميكيل بيرج \| منتخب الدنمارك لسباق الدراجات على الطريق للرجال تحت 23 سنة 2018 [لغات أخرى]‏ \| + 1 د 54 ث \| \| \| 5 \| يوناس غريغارد \| منتخب الدنمارك لسباق الدراجات على الطريق للرجال تحت 23 سنة 2018 [لغات أخرى]‏ \| + 1 د 59 ث \| \| \| 6 \| ميكيل فروليش أونوريه \| منتخب الدنمارك لسباق الدراجات على الطريق للرجال تحت 23 سنة 2018 [لغات أخرى]‏ \| + 1 د 59 ث \| \| \| 7 \| جوليان ميرتينز [الإنجليزية]‏ \| منتخب بلجيكا لسباق الدراجات على الطريق للرجال تحت 23 سنة 2018 [لغات أخرى]‏ \| + 2 د 07 ث \| \| \| 8 \| Edoardo Affini [الإنجليزية]‏ \| منتخب إيطاليا لسباق الدراجات على الطريق للرجال تحت 23 سنة 2018 [لغات أخرى]‏ \| + 2 د 09 ث \| \| \| 9 \| ثيمين أرينسمان \| منتخب هولندا لسباق الدراجات على الطريق للرجال تحت 23 سنة 2018 [لغات أخرى]‏ \| + 2 د 11 ث \| \| \| 10 \| Harm Vanhoucke [الإنجليزية]‏ \| منتخب بلجيكا لسباق الدراجات على الطريق للرجال تحت 23 سنة 2018 [لغات أخرى]‏ \| + 2 د 12 ث \| \| |                      |                                                                  |                |  |
| |                      |                                                                  |                |  |
| مصدر: ProCyclingStats |                      |                                                                  |                |  |
| التصنيف العام |                      |                                                                  |                |  |
| العداء | العداء               | الفريق                                                           | الوقت          |  |
| 1 | Håkon Aalrust ‏       | النرويج تحت 23 سنة                                               | 10 س 28 د 40 ث |  |
| 2 | ألان ريو ‏            | منتخب فرنسا لركوب الدراجات للرجال تحت 23 سنة 2018 ‏               | + 11 ث         |  |
| 3 | أندرياس ستوكبرو      | منتخب الدنمارك لسباق الدراجات على الطريق للرجال تحت 23 سنة 2018 ‏ | + 1 د 54 ث     |  |
| 4 | ميكيل بيرج           | منتخب الدنمارك لسباق الدراجات على الطريق للرجال تحت 23 سنة 2018 ‏ | + 1 د 54 ث     |  |
| 5 | يوناس غريغارد        | منتخب الدنمارك لسباق الدراجات على الطريق للرجال تحت 23 سنة 2018 ‏ | + 1 د 59 ث     |  |
| 6 | ميكيل فروليش أونوريه | منتخب الدنمارك لسباق الدراجات على الطريق للرجال تحت 23 سنة 2018 ‏ | + 1 د 59 ث     |  |
| 7 | جوليان ميرتينز ‏      | منتخب بلجيكا لسباق الدراجات على الطريق للرجال تحت 23 سنة 2018 ‏   | + 2 د 07 ث     |  |
| 8 | Edoardo Affini ‏      | منتخب إيطاليا لسباق الدراجات على الطريق للرجال تحت 23 سنة 2018 ‏  | + 2 د 09 ث     |  |
| 9 | ثيمين أرينسمان       | منتخب هولندا لسباق الدراجات على الطريق للرجال تحت 23 سنة 2018 ‏   | + 2 د 11 ث     |  |
| 10 | Harm Vanhoucke ‏      | منتخب بلجيكا لسباق الدراجات على الطريق للرجال تحت 23 سنة 2018 ‏   | + 2 د 12 ث     |  |

### مرحلة 5
هي مرحلة جبلية، أجريت في 21 أغسطس 2018 فاز بالمرحلة ماثيو جيبسون، ومتصدر الترتيب العام في نهاية المرحلة ألان ريو ‏.
| \| التصنيف العام \| التصنيف العام \| التصنيف العام \| التصنيف العام \| التصنيف العام \| \| العداء \| العداء \| الفريق \| الوقت \| \| \| ------------- \| --------------------------- \| --------------------------------------------------------------------------- \| -------------- \| ------------- \| \| 1 \| ألان ريو [الإنجليزية]‏ \| منتخب فرنسا لركوب الدراجات للرجال تحت 23 سنة 2018 [لغات أخرى]‏ \| 13 س 40 د 04 ث \| \| \| 2 \| أندرياس ستوكبرو \| منتخب الدنمارك لسباق الدراجات على الطريق للرجال تحت 23 سنة 2018 [لغات أخرى]‏ \| + 1 د 29 ث \| \| \| 3 \| ميكيل بيرج \| منتخب الدنمارك لسباق الدراجات على الطريق للرجال تحت 23 سنة 2018 [لغات أخرى]‏ \| + 1 د 29 ث \| \| \| 4 \| يوناس غريغارد \| منتخب الدنمارك لسباق الدراجات على الطريق للرجال تحت 23 سنة 2018 [لغات أخرى]‏ \| + 1 د 34 ث \| \| \| 5 \| ميكيل فروليش أونوريه \| منتخب الدنمارك لسباق الدراجات على الطريق للرجال تحت 23 سنة 2018 [لغات أخرى]‏ \| + 1 د 34 ث \| \| \| 6 \| Edoardo Affini [الإنجليزية]‏ \| منتخب إيطاليا لسباق الدراجات على الطريق للرجال تحت 23 سنة 2018 [لغات أخرى]‏ \| + 1 د 44 ث \| \| \| 7 \| Harm Vanhoucke [الإنجليزية]‏ \| منتخب بلجيكا لسباق الدراجات على الطريق للرجال تحت 23 سنة 2018 [لغات أخرى]‏ \| + 1 د 47 ث \| \| \| 8 \| دامين توزي \| منتخب فرنسا لركوب الدراجات للرجال تحت 23 سنة 2018 [لغات أخرى]‏ \| + 1 د 50 ث \| \| \| 9 \| توبياس فوس \| النرويج تحت 23 سنة \| + 1 د 50 ث \| \| \| 10 \| Torjus Sleen [الإنجليزية]‏ \| النرويج تحت 23 سنة \| + 1 د 50 ث \| \| |                      |                                                                  |                |  |
| |                      |                                                                  |                |  |
| مصدر: ProCyclingStats |                      |                                                                  |                |  |
| التصنيف العام |                      |                                                                  |                |  |
| العداء | العداء               | الفريق                                                           | الوقت          |  |
| 1 | ألان ريو ‏            | منتخب فرنسا لركوب الدراجات للرجال تحت 23 سنة 2018 ‏               | 13 س 40 د 04 ث |  |
| 2 | أندرياس ستوكبرو      | منتخب الدنمارك لسباق الدراجات على الطريق للرجال تحت 23 سنة 2018 ‏ | + 1 د 29 ث     |  |
| 3 | ميكيل بيرج           | منتخب الدنمارك لسباق الدراجات على الطريق للرجال تحت 23 سنة 2018 ‏ | + 1 د 29 ث     |  |
| 4 | يوناس غريغارد        | منتخب الدنمارك لسباق الدراجات على الطريق للرجال تحت 23 سنة 2018 ‏ | + 1 د 34 ث     |  |
| 5 | ميكيل فروليش أونوريه | منتخب الدنمارك لسباق الدراجات على الطريق للرجال تحت 23 سنة 2018 ‏ | + 1 د 34 ث     |  |
| 6 | Edoardo Affini ‏      | منتخب إيطاليا لسباق الدراجات على الطريق للرجال تحت 23 سنة 2018 ‏  | + 1 د 44 ث     |  |
| 7 | Harm Vanhoucke ‏      | منتخب بلجيكا لسباق الدراجات على الطريق للرجال تحت 23 سنة 2018 ‏   | + 1 د 47 ث     |  |
| 8 | دامين توزي           | منتخب فرنسا لركوب الدراجات للرجال تحت 23 سنة 2018 ‏               | + 1 د 50 ث     |  |
| 9 | توبياس فوس           | النرويج تحت 23 سنة                                               | + 1 د 50 ث     |  |
| 10 | Torjus Sleen ‏        | النرويج تحت 23 سنة                                               | + 1 د 50 ث     |  |

### مرحلة 6
هي مرحلة جبلية، أجريت في 22 أغسطس 2018 فاز بالمرحلة Alessandro Covi ‏، ومتصدر الترتيب العام في نهاية المرحلة ألان ريو ‏.
| \| التصنيف العام \| التصنيف العام \| التصنيف العام \| التصنيف العام \| التصنيف العام \| \| العداء \| العداء \| الفريق \| الوقت \| \| \| ------------- \| --------------------------- \| --------------------------------------------------------------------------- \| -------------- \| ------------- \| \| 1 \| ألان ريو [الإنجليزية]‏ \| منتخب فرنسا لركوب الدراجات للرجال تحت 23 سنة 2018 [لغات أخرى]‏ \| 17 س 40 د 38 ث \| \| \| 2 \| أندرياس ستوكبرو \| منتخب الدنمارك لسباق الدراجات على الطريق للرجال تحت 23 سنة 2018 [لغات أخرى]‏ \| + 1 د 29 ث \| \| \| 3 \| ميكيل بيرج \| منتخب الدنمارك لسباق الدراجات على الطريق للرجال تحت 23 سنة 2018 [لغات أخرى]‏ \| + 1 د 29 ث \| \| \| 4 \| يوناس غريغارد \| منتخب الدنمارك لسباق الدراجات على الطريق للرجال تحت 23 سنة 2018 [لغات أخرى]‏ \| + 1 د 31 ث \| \| \| 5 \| ميكيل فروليش أونوريه \| منتخب الدنمارك لسباق الدراجات على الطريق للرجال تحت 23 سنة 2018 [لغات أخرى]‏ \| + 1 د 34 ث \| \| \| 6 \| Edoardo Affini [الإنجليزية]‏ \| منتخب إيطاليا لسباق الدراجات على الطريق للرجال تحت 23 سنة 2018 [لغات أخرى]‏ \| + 1 د 44 ث \| \| \| 7 \| Harm Vanhoucke [الإنجليزية]‏ \| منتخب بلجيكا لسباق الدراجات على الطريق للرجال تحت 23 سنة 2018 [لغات أخرى]‏ \| + 1 د 47 ث \| \| \| 8 \| دامين توزي \| منتخب فرنسا لركوب الدراجات للرجال تحت 23 سنة 2018 [لغات أخرى]‏ \| + 1 د 50 ث \| \| \| 9 \| توبياس فوس \| النرويج تحت 23 سنة \| + 1 د 50 ث \| \| \| 10 \| Torjus Sleen [الإنجليزية]‏ \| النرويج تحت 23 سنة \| + 1 د 50 ث \| \| |                      |                                                                  |                |  |
| |                      |                                                                  |                |  |
| مصدر: ProCyclingStats |                      |                                                                  |                |  |
| التصنيف العام |                      |                                                                  |                |  |
| العداء | العداء               | الفريق                                                           | الوقت          |  |
| 1 | ألان ريو ‏            | منتخب فرنسا لركوب الدراجات للرجال تحت 23 سنة 2018 ‏               | 17 س 40 د 38 ث |  |
| 2 | أندرياس ستوكبرو      | منتخب الدنمارك لسباق الدراجات على الطريق للرجال تحت 23 سنة 2018 ‏ | + 1 د 29 ث     |  |
| 3 | ميكيل بيرج           | منتخب الدنمارك لسباق الدراجات على الطريق للرجال تحت 23 سنة 2018 ‏ | + 1 د 29 ث     |  |
| 4 | يوناس غريغارد        | منتخب الدنمارك لسباق الدراجات على الطريق للرجال تحت 23 سنة 2018 ‏ | + 1 د 31 ث     |  |
| 5 | ميكيل فروليش أونوريه | منتخب الدنمارك لسباق الدراجات على الطريق للرجال تحت 23 سنة 2018 ‏ | + 1 د 34 ث     |  |
| 6 | Edoardo Affini ‏      | منتخب إيطاليا لسباق الدراجات على الطريق للرجال تحت 23 سنة 2018 ‏  | + 1 د 44 ث     |  |
| 7 | Harm Vanhoucke ‏      | منتخب بلجيكا لسباق الدراجات على الطريق للرجال تحت 23 سنة 2018 ‏   | + 1 د 47 ث     |  |
| 8 | دامين توزي           | منتخب فرنسا لركوب الدراجات للرجال تحت 23 سنة 2018 ‏               | + 1 د 50 ث     |  |
| 9 | توبياس فوس           | النرويج تحت 23 سنة                                               | + 1 د 50 ث     |  |
| 10 | Torjus Sleen ‏        | النرويج تحت 23 سنة                                               | + 1 د 50 ث     |  |

### مرحلة 7
هي مرحلة جبلية، أجريت في 23 أغسطس 2018 فاز بالمرحلة إيفان سوسا، ومتصدر الترتيب العام في نهاية المرحلة تادي بوجار.
| \| التصنيف العام \| التصنيف العام \| التصنيف العام \| التصنيف العام \| التصنيف العام \| \| العداء \| العداء \| الفريق \| الوقت \| \| \| ------------- \| -------------------------------- \| ----------------------------------------------------------------------------------- \| -------------- \| ------------- \| \| 1 \| تادي بوجار \| منتخب سلوفينيا الوطني لسباق الدراجات على الطريق للرجال تحت 23 سنة 2018 [لغات أخرى]‏ \| 18 س 52 د 56 ث \| \| \| 2 \| براندون ماكنولتي \| منتخب الولايات المتحدة لسباق الدراجات على الطريق للرجال تحت 23 سنة 2018 [لغات أخرى]‏ \| + 7 ث \| \| \| 3 \| ثيمين أرينسمان \| منتخب هولندا لسباق الدراجات على الطريق للرجال تحت 23 سنة 2018 [لغات أخرى]‏ \| + 12 ث \| \| \| 4 \| Samuele Battistella [الإنجليزية]‏ \| منتخب إيطاليا لسباق الدراجات على الطريق للرجال تحت 23 سنة 2018 [لغات أخرى]‏ \| + 27 ث \| \| \| 5 \| ألكساندر فلاسوف \| منتخب روسيا لسباق الدراجات على الطريق للرجال تحت 23 سنة 2018 [لغات أخرى]‏ \| + 31 ث \| \| \| 6 \| إدوارد دنبر \| منتخب جمهورية أيرلندا الوطني لسباق الدراجات على الطريق للرجال تحت 23 سنة 2018‏ \| + 31 ث \| \| \| 7 \| يوناس غريغارد \| منتخب الدنمارك لسباق الدراجات على الطريق للرجال تحت 23 سنة 2018 [لغات أخرى]‏ \| + 40 ث \| \| \| 8 \| ميكيل بيرج \| منتخب الدنمارك لسباق الدراجات على الطريق للرجال تحت 23 سنة 2018 [لغات أخرى]‏ \| + 44 ث \| \| \| 9 \| Gino Mäder [الإنجليزية]‏ \| منتخب سويسرا لسباق الدراجات على الطريق للرجال تحت 23 سنة 2018 [لغات أخرى]‏ \| + 45 ث \| \| \| 10 \| Clément Champoussin [الإنجليزية]‏ \| منتخب فرنسا لركوب الدراجات للرجال تحت 23 سنة 2018 [لغات أخرى]‏ \| + 51 ث \| \| |                      |                                                                               |                |  |
| |                      |                                                                               |                |  |
| مصدر: ProCyclingStats |                      |                                                                               |                |  |
| التصنيف العام |                      |                                                                               |                |  |
| العداء | العداء               | الفريق                                                                        | الوقت          |  |
| 1 | تادي بوجار           | منتخب سلوفينيا الوطني لسباق الدراجات على الطريق للرجال تحت 23 سنة 2018 ‏       | 18 س 52 د 56 ث |  |
| 2 | براندون ماكنولتي     | منتخب الولايات المتحدة لسباق الدراجات على الطريق للرجال تحت 23 سنة 2018 ‏      | + 7 ث          |  |
| 3 | ثيمين أرينسمان       | منتخب هولندا لسباق الدراجات على الطريق للرجال تحت 23 سنة 2018 ‏                | + 12 ث         |  |
| 4 | Samuele Battistella ‏ | منتخب إيطاليا لسباق الدراجات على الطريق للرجال تحت 23 سنة 2018 ‏               | + 27 ث         |  |
| 5 | ألكساندر فلاسوف      | منتخب روسيا لسباق الدراجات على الطريق للرجال تحت 23 سنة 2018 ‏                 | + 31 ث         |  |
| 6 | إدوارد دنبر          | منتخب جمهورية أيرلندا الوطني لسباق الدراجات على الطريق للرجال تحت 23 سنة 2018‏ | + 31 ث         |  |
| 7 | يوناس غريغارد        | منتخب الدنمارك لسباق الدراجات على الطريق للرجال تحت 23 سنة 2018 ‏              | + 40 ث         |  |
| 8 | ميكيل بيرج           | منتخب الدنمارك لسباق الدراجات على الطريق للرجال تحت 23 سنة 2018 ‏              | + 44 ث         |  |
| 9 | Gino Mäder ‏          | منتخب سويسرا لسباق الدراجات على الطريق للرجال تحت 23 سنة 2018 ‏                | + 45 ث         |  |
| 10 | Clément Champoussin ‏ | منتخب فرنسا لركوب الدراجات للرجال تحت 23 سنة 2018 ‏                            | + 51 ث         |  |

### مرحلة 8
هي مرحلة جبلية، أجريت في 24 أغسطس 2018 فاز بالمرحلة Gino Mäder ‏، ومتصدر الترتيب العام في نهاية المرحلة تادي بوجار.
| \| التصنيف العام \| التصنيف العام \| التصنيف العام \| التصنيف العام \| التصنيف العام \| \| العداء \| العداء \| الفريق \| الوقت \| \| \| ------------- \| -------------------------------- \| ----------------------------------------------------------------------------------- \| -------------- \| ------------- \| \| 1 \| تادي بوجار \| منتخب سلوفينيا الوطني لسباق الدراجات على الطريق للرجال تحت 23 سنة 2018 [لغات أخرى]‏ \| 21 س 04 د 35 ث \| \| \| 2 \| براندون ماكنولتي \| منتخب الولايات المتحدة لسباق الدراجات على الطريق للرجال تحت 23 سنة 2018 [لغات أخرى]‏ \| + 7 ث \| \| \| 3 \| ثيمين أرينسمان \| منتخب هولندا لسباق الدراجات على الطريق للرجال تحت 23 سنة 2018 [لغات أخرى]‏ \| + 12 ث \| \| \| 4 \| Gino Mäder [الإنجليزية]‏ \| منتخب سويسرا لسباق الدراجات على الطريق للرجال تحت 23 سنة 2018 [لغات أخرى]‏ \| + 30 ث \| \| \| 5 \| ألكساندر فلاسوف \| منتخب روسيا لسباق الدراجات على الطريق للرجال تحت 23 سنة 2018 [لغات أخرى]‏ \| + 31 ث \| \| \| 6 \| إدوارد دنبر \| منتخب جمهورية أيرلندا الوطني لسباق الدراجات على الطريق للرجال تحت 23 سنة 2018‏ \| + 31 ث \| \| \| 7 \| Samuele Battistella [الإنجليزية]‏ \| منتخب إيطاليا لسباق الدراجات على الطريق للرجال تحت 23 سنة 2018 [لغات أخرى]‏ \| + 32 ث \| \| \| 8 \| يوناس غريغارد \| منتخب الدنمارك لسباق الدراجات على الطريق للرجال تحت 23 سنة 2018 [لغات أخرى]‏ \| + 40 ث \| \| \| 9 \| Clément Champoussin [الإنجليزية]‏ \| منتخب فرنسا لركوب الدراجات للرجال تحت 23 سنة 2018 [لغات أخرى]‏ \| + 51 ث \| \| \| 10 \| جواو ألميدا \| منتخب البرتغال لسباق الدراجات على الطريق للرجال تحت 23 سنة 2018 [لغات أخرى]‏ \| + 1 د 02 ث \| \| |                      |                                                                               |                |  |
| |                      |                                                                               |                |  |
| مصدر: ProCyclingStats |                      |                                                                               |                |  |
| التصنيف العام |                      |                                                                               |                |  |
| العداء | العداء               | الفريق                                                                        | الوقت          |  |
| 1 | تادي بوجار           | منتخب سلوفينيا الوطني لسباق الدراجات على الطريق للرجال تحت 23 سنة 2018 ‏       | 21 س 04 د 35 ث |  |
| 2 | براندون ماكنولتي     | منتخب الولايات المتحدة لسباق الدراجات على الطريق للرجال تحت 23 سنة 2018 ‏      | + 7 ث          |  |
| 3 | ثيمين أرينسمان       | منتخب هولندا لسباق الدراجات على الطريق للرجال تحت 23 سنة 2018 ‏                | + 12 ث         |  |
| 4 | Gino Mäder ‏          | منتخب سويسرا لسباق الدراجات على الطريق للرجال تحت 23 سنة 2018 ‏                | + 30 ث         |  |
| 5 | ألكساندر فلاسوف      | منتخب روسيا لسباق الدراجات على الطريق للرجال تحت 23 سنة 2018 ‏                 | + 31 ث         |  |
| 6 | إدوارد دنبر          | منتخب جمهورية أيرلندا الوطني لسباق الدراجات على الطريق للرجال تحت 23 سنة 2018‏ | + 31 ث         |  |
| 7 | Samuele Battistella ‏ | منتخب إيطاليا لسباق الدراجات على الطريق للرجال تحت 23 سنة 2018 ‏               | + 32 ث         |  |
| 8 | يوناس غريغارد        | منتخب الدنمارك لسباق الدراجات على الطريق للرجال تحت 23 سنة 2018 ‏              | + 40 ث         |  |
| 9 | Clément Champoussin ‏ | منتخب فرنسا لركوب الدراجات للرجال تحت 23 سنة 2018 ‏                            | + 51 ث         |  |
| 10 | جواو ألميدا          | منتخب البرتغال لسباق الدراجات على الطريق للرجال تحت 23 سنة 2018 ‏              | + 1 د 02 ث     |  |

### مرحلة 9
هي مرحلة جبلية، أجريت في 25 أغسطس 2018 فاز بالمرحلة Fernando Barceló ‏، ومتصدر الترتيب العام في نهاية المرحلة تادي بوجار.
| \| التصنيف العام \| التصنيف العام \| التصنيف العام \| التصنيف العام \| التصنيف العام \| \| العداء \| العداء \| الفريق \| الوقت \| \| \| ------------- \| -------------------------------- \| ---------------------------------------------------------------------------------- \| -------------- \| ------------- \| \| 1 \| تادي بوجار \| منتخب سلوفينيا الوطني لسباق الدراجات على الطريق للرجال تحت 23 سنة 2018 [لغات أخرى]‏ \| 23 س 34 د 34 ث \| \| \| 2 \| ميشيل رييس \| منتخب لوكسمبورغ الوطني لسباق الدراجات على الطريق للرجال تحت 23 سنة 2018‏ \| + 1 د 07 ث \| \| \| 3 \| ثيمين أرينسمان \| منتخب هولندا لسباق الدراجات على الطريق للرجال تحت 23 سنة 2018 [لغات أخرى]‏ \| + 1 د 17 ث \| \| \| 4 \| Fernando Barceló [الإنجليزية]‏ \| منتخب إسبانيا لسباق الدراجات على الطريق للرجال تحت 23 سنة 2018 [لغات أخرى]‏ \| + 1 د 23 ث \| \| \| 5 \| Gino Mäder [الإنجليزية]‏ \| منتخب سويسرا لسباق الدراجات على الطريق للرجال تحت 23 سنة 2018 [لغات أخرى]‏ \| + 1 د 35 ث \| \| \| 6 \| ألكساندر فلاسوف \| منتخب روسيا لسباق الدراجات على الطريق للرجال تحت 23 سنة 2018 [لغات أخرى]‏ \| + 1 د 36 ث \| \| \| 7 \| يوناس غريغارد \| منتخب الدنمارك لسباق الدراجات على الطريق للرجال تحت 23 سنة 2018 [لغات أخرى]‏ \| + 1 د 45 ث \| \| \| 8 \| Clément Champoussin [الإنجليزية]‏ \| منتخب فرنسا لركوب الدراجات للرجال تحت 23 سنة 2018 [لغات أخرى]‏ \| + 1 د 56 ث \| \| \| 9 \| جواو ألميدا \| منتخب البرتغال لسباق الدراجات على الطريق للرجال تحت 23 سنة 2018 [لغات أخرى]‏ \| + 2 د 07 ث \| \| \| 10 \| إيفان سوسا \| منتخب كولومبيا لسباق الدراجات على الطريق للرجال تحت 23 سنة 2018‏ \| + 2 د 16 ث \| \| |                      |                                                                         |                |  |
| |                      |                                                                         |                |  |
| مصدر: ProCyclingStats |                      |                                                                         |                |  |
| التصنيف العام |                      |                                                                         |                |  |
| العداء | العداء               | الفريق                                                                  | الوقت          |  |
| 1 | تادي بوجار           | منتخب سلوفينيا الوطني لسباق الدراجات على الطريق للرجال تحت 23 سنة 2018 ‏ | 23 س 34 د 34 ث |  |
| 2 | ميشيل رييس           | منتخب لوكسمبورغ الوطني لسباق الدراجات على الطريق للرجال تحت 23 سنة 2018‏ | + 1 د 07 ث     |  |
| 3 | ثيمين أرينسمان       | منتخب هولندا لسباق الدراجات على الطريق للرجال تحت 23 سنة 2018 ‏          | + 1 د 17 ث     |  |
| 4 | Fernando Barceló ‏    | منتخب إسبانيا لسباق الدراجات على الطريق للرجال تحت 23 سنة 2018 ‏         | + 1 د 23 ث     |  |
| 5 | Gino Mäder ‏          | منتخب سويسرا لسباق الدراجات على الطريق للرجال تحت 23 سنة 2018 ‏          | + 1 د 35 ث     |  |
| 6 | ألكساندر فلاسوف      | منتخب روسيا لسباق الدراجات على الطريق للرجال تحت 23 سنة 2018 ‏           | + 1 د 36 ث     |  |
| 7 | يوناس غريغارد        | منتخب الدنمارك لسباق الدراجات على الطريق للرجال تحت 23 سنة 2018 ‏        | + 1 د 45 ث     |  |
| 8 | Clément Champoussin ‏ | منتخب فرنسا لركوب الدراجات للرجال تحت 23 سنة 2018 ‏                      | + 1 د 56 ث     |  |
| 9 | جواو ألميدا          | منتخب البرتغال لسباق الدراجات على الطريق للرجال تحت 23 سنة 2018 ‏        | + 2 د 07 ث     |  |
| 10 | إيفان سوسا           | منتخب كولومبيا لسباق الدراجات على الطريق للرجال تحت 23 سنة 2018‏         | + 2 د 16 ث     |  |

### مرحلة 10
هي مرحلة جبلية، أجريت في 26 أغسطس 2018 .
| \| التصنيف العام \| التصنيف العام \| التصنيف العام \| التصنيف العام \| التصنيف العام \| \| العداء \| العداء \| الفريق \| الوقت \| \| \| ------------- \| -------------------------------- \| ---------------------------------------------------------------------------------- \| -------------- \| ------------- \| \| 1 \| تادي بوجار \| منتخب سلوفينيا الوطني لسباق الدراجات على الطريق للرجال تحت 23 سنة 2018 [لغات أخرى]‏ \| 26 س 28 د 53 ث \| \| \| 2 \| ثيمين أرينسمان \| منتخب هولندا لسباق الدراجات على الطريق للرجال تحت 23 سنة 2018 [لغات أخرى]‏ \| + 1 د 28 ث \| \| \| 3 \| Gino Mäder [الإنجليزية]‏ \| منتخب سويسرا لسباق الدراجات على الطريق للرجال تحت 23 سنة 2018 [لغات أخرى]‏ \| + 1 د 35 ث \| \| \| 4 \| ألكساندر فلاسوف \| منتخب روسيا لسباق الدراجات على الطريق للرجال تحت 23 سنة 2018 [لغات أخرى]‏ \| + 1 د 36 ث \| \| \| 5 \| Clément Champoussin [الإنجليزية]‏ \| منتخب فرنسا لركوب الدراجات للرجال تحت 23 سنة 2018 [لغات أخرى]‏ \| + 1 د 56 ث \| \| \| 6 \| إيفان سوسا \| منتخب كولومبيا لسباق الدراجات على الطريق للرجال تحت 23 سنة 2018‏ \| + 2 د 16 ث \| \| \| 7 \| جواو ألميدا \| منتخب البرتغال لسباق الدراجات على الطريق للرجال تحت 23 سنة 2018 [لغات أخرى]‏ \| + 2 د 35 ث \| \| \| 8 \| إدوارد دنبر \| منتخب جمهورية أيرلندا الوطني لسباق الدراجات على الطريق للرجال تحت 23 سنة 2018‏ \| + 2 د 47 ث \| \| \| 9 \| توبياس فوس \| النرويج تحت 23 سنة \| + 3 د 28 ث \| \| \| 10 \| ميشيل رييس \| منتخب لوكسمبورغ الوطني لسباق الدراجات على الطريق للرجال تحت 23 سنة 2018‏ \| + 4 د 25 ث \| \| |                      |                                                                               |                |  |
| |                      |                                                                               |                |  |
| مصدر: ProCyclingStats |                      |                                                                               |                |  |
| التصنيف العام |                      |                                                                               |                |  |
| العداء | العداء               | الفريق                                                                        | الوقت          |  |
| 1 | تادي بوجار           | منتخب سلوفينيا الوطني لسباق الدراجات على الطريق للرجال تحت 23 سنة 2018 ‏       | 26 س 28 د 53 ث |  |
| 2 | ثيمين أرينسمان       | منتخب هولندا لسباق الدراجات على الطريق للرجال تحت 23 سنة 2018 ‏                | + 1 د 28 ث     |  |
| 3 | Gino Mäder ‏          | منتخب سويسرا لسباق الدراجات على الطريق للرجال تحت 23 سنة 2018 ‏                | + 1 د 35 ث     |  |
| 4 | ألكساندر فلاسوف      | منتخب روسيا لسباق الدراجات على الطريق للرجال تحت 23 سنة 2018 ‏                 | + 1 د 36 ث     |  |
| 5 | Clément Champoussin ‏ | منتخب فرنسا لركوب الدراجات للرجال تحت 23 سنة 2018 ‏                            | + 1 د 56 ث     |  |
| 6 | إيفان سوسا           | منتخب كولومبيا لسباق الدراجات على الطريق للرجال تحت 23 سنة 2018‏               | + 2 د 16 ث     |  |
| 7 | جواو ألميدا          | منتخب البرتغال لسباق الدراجات على الطريق للرجال تحت 23 سنة 2018 ‏              | + 2 د 35 ث     |  |
| 8 | إدوارد دنبر          | منتخب جمهورية أيرلندا الوطني لسباق الدراجات على الطريق للرجال تحت 23 سنة 2018‏ | + 2 د 47 ث     |  |
| 9 | توبياس فوس           | النرويج تحت 23 سنة                                                            | + 3 د 28 ث     |  |
| 10 | ميشيل رييس           | منتخب لوكسمبورغ الوطني لسباق الدراجات على الطريق للرجال تحت 23 سنة 2018‏       | + 4 د 25 ث     |  |

## وصلات خارجية
- الموقع الرسمي
- لمحة عن سباق تور دي أفينير 2018 على موقع  ProCyclingStats   (برو  سايكلنج  ستاتس) - إحصاءات  محترفي  الدراجات.
- تور دي أفينير 2018 على موقع إحصائيات الدراجات الإحترافية (الإنجليزية)